# Carso Malvasia
Il Carso Malvasia è un vino DOC la cui produzione è consentita nelle province di Gorizia e Trieste.

## Caratteristiche organolettiche
- colore: paglierino più o meno intenso.
- odore: aromatico caratteristico o fruttato, armonico.
- sapore: asciutto, gradevole.

## Produzione
Provincia, stagione, volume in ettolitri
- Gorizia  (1990/91)  120,05
- Gorizia  (1991/92)  155,4
- Gorizia  (1992/93)  292,51
- Gorizia  (1993/94)  237,01
- Gorizia  (1994/95)  122,5
- Gorizia  (1995/96)  110,25
- Gorizia  (1996/97)  243,45
- Trieste  (1990/91)  395,33
- Trieste  (1991/92)  516,28
- Trieste  (1992/93)  638,34
- Trieste  (1993/94)  597,87
- Trieste  (1994/95)  450,33
- Trieste  (1995/96)  396,76
- Trieste  (1996/97)  444,46